# Heinrich von Stein
Karl Heinrich von Stein, född den 12 februari 1857 i Coburg, död den 15 juni 1887 i Berlin, var en tysk friherre och filosof.
von Stein bedrev i sin ungdom omfattande vetenskapliga studier, påverkades starkt av Schopenhauer, Dühring och särskilt av Richard Wagner, vars son Siegfried han en tid uppfostrade. Trots att han sökte utbildning i Berlin och vann Wilhelm Diltheys intresse, lyckades det honom inte att bryta sig en akademisk bana, förrän en tidig död hastigt avbröt hans lovande utveckling. 
Den konstnärliga åskådningen var för von Stein tingens egentlige framträdandeform, och hans styrka var den utomordentligt bildskapande fantasi, som gör, att både hans vetenskapliga skrifter, som Vorlesungen über Aesthetik (1897), och hans diktning, som samlades först efter hans död, har mycket betydande intresse. Gesammelte Dichtungen utkom 1916.